# Silver Eye
Silver Eye è il settimo album in studio del gruppo di musica elettronica inglese Goldfrapp, pubblicato nel 2017.

## Tracce
1. Anymore – 3:54
2. Systemagic – 3:38
3. Tigerman – 4:14
4. Become the One – 4:44
5. Faux Suede Drifter – 5:02
6. Zodiac Black – 5:04
7. Beast That Never Was – 4:38
8. Everything Is Never Enough – 5:06
9. Moon in Your Mouth – 4:03
10. Ocean – 4:26

## Formazione
- Alison Goldfrapp
- Will Gregory